# Rally Dakar 2021

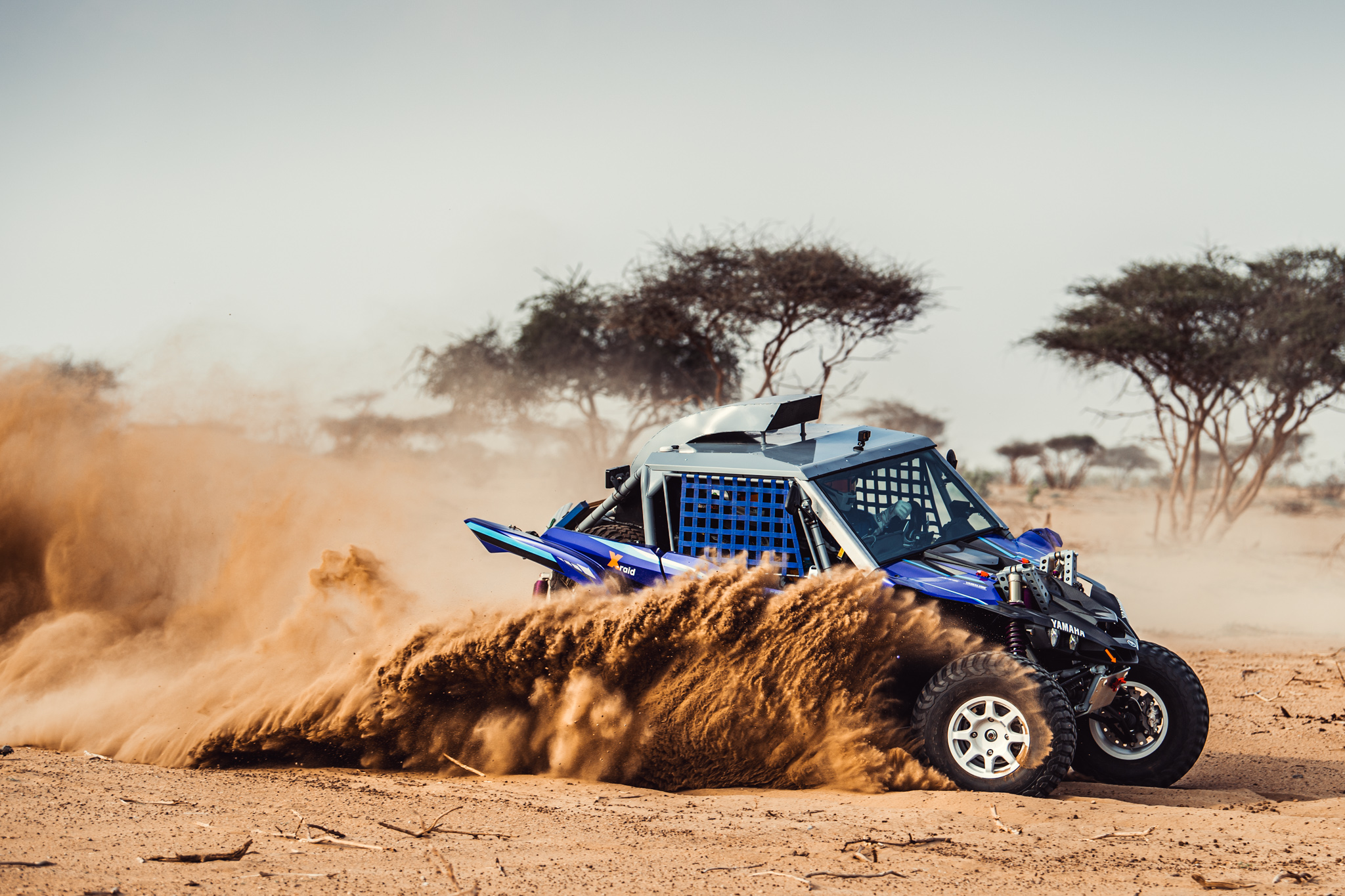

Il Rally Dakar 2021 è la 43ª edizione del Rally Dakar e si svolge per la seconda volta interamente in Arabia Saudita a causa della pandemia di COVID-19 del 2019-2021, che ha imposto pesanti restrizioni di viaggio. La competizione è iniziata a Gedda il 2 gennaio ed è terminata dopo 12 tappe nella stessa città il 15 gennaio. Il rally ha coperto una distanza complessiva di circa 8000 km, dei quali 5000 di prove speciali. La principale novità di questa edizione è l'introduzione della classe Dakar Classic, riservata ad automobili e camion precedenti al 2000 che affrontano un percorso parallelo a quello degli altri concorrenti. Kevin Benavides, su Honda CRF450 Rally, si è aggiudicato la vittoria finale nella categoria moto, Manuel Andújar, su Yamaha Raptor 700, di è aggiudicato la vittoria finale nella categoria quad, Stéphane Peterhansel, su Mini John Cooper Works Buggy, si è aggiudicato la vittoria finale nella categoria auto, Francisco López, su Can-Am Maverick X3, si è aggiudicato la vittoria finale nella categoria veicoli leggeri e side-by-side, Dmitrij Sotnikov, su Kamaz 43509, si è aggiudicato la vittoria finale nella categoria camion, e Marc Douton, su buggy Sunhill, si è aggiudicato la vittoria finale nella categoria Dakar Classic.

## Iscritti principali

### Moto
| Scuderia                                 | Moto                  | #  | Pilota                |
| ---------------------------------------- | --------------------- | -- | --------------------- |
| Monster Energy Honda Team 2021           | Honda CRF450 Rally    | 1  | Ricky Brabec          |
| Monster Energy Honda Team 2021           | Honda CRF450 Rally    | 4  | José Ignacio Cornejo  |
| Monster Energy Honda Team 2021           | Honda CRF450 Rally    | 47 | Kevin Benavides       |
| Monster Energy Honda Team 2021           | Honda CRF450 Rally    | 88 | Joan Barreda          |
| Rockstar Energy Husqvarna Factory Racing | Husqvarna FR450 Rally | 2  | Pablo Quintanilla     |
| Rockstar Energy Husqvarna Factory Racing | Husqvarna FR450 Rally | 77 | Luciano Benavides     |
| Red Bull KTM Factory Team                | KTM 450 Rally Replica | 3  | Toby Price            |
| Red Bull KTM Factory Team                | KTM 450 Rally Replica | 5  | Sam Sunderland        |
| Red Bull KTM Factory Team                | KTM 450 Rally Replica | 52 | Matthias Walkner      |
| KTM Factory Team                         | KTM 450 Rally Replica | 21 | Daniel Sanders        |
| Monster Energy Yamaha Rally Team         | Yamaha WR450F Rally   | 6  | Franco Caimi          |
| Monster Energy Yamaha Rally Team         | Yamaha WR450F Rally   | 7  | Andrew Short          |
| Monster Energy Yamaha Rally Team         | Yamaha WR450F Rally   | 18 | Ross Branch           |
| Monster Energy Yamaha Rally Team         | Yamaha WR450F Rally   | 42 | Adrien van Beveren    |
| Monster Energy Yamaha Rally Team         | Yamaha WR450F Rally   | 68 | Jamie McCanney        |
| Sherco Factory                           | Sherco 450 RTR        | 15 | Lorenzo Santolino     |
| Sherco Factory                           | Sherco 450 RTR        | 19 | Rui Gonçalves         |
| Sherco Factory                           | Sherco 450 RTR        | 33 | Harith Koitha Veettil |
| Hero MotoSports Team Rally               | Hero 450 Rally        | 24 | Sebastian Bühler      |
| Hero MotoSports Team Rally               | Hero 450 Rally        | 27 | Joaquim Rodrigues     |
| Hero MotoSports Team Rally               | Hero 450 Rally        | 50 | CS Santosh            |
| GasGas Factory Team                      | GasGas RX450F Replica | 44 | Laia Sanz             |

### Quad
| Scuderia           | Quad              | #   | Pilota              |
| ------------------ | ----------------- | --- | ------------------- |
| Drag'On Rally Team | Yamaha Raptor 700 | 150 | Nicolás Cavigliasso |
| Team Giroud        | Yamaha Raptor 700 | 152 | Alexandre Giroud    |
| 7240 Team          | Yamaha Raptor 700 | 154 | Manuel Andújar      |

### Auto
| Scuderia             | Auto                         | #   | Pilota               | Copilota            |
| -------------------- | ---------------------------- | --- | -------------------- | ------------------- |
| X-raid Mini JCW Team | Mini John Cooper Works Buggy | 300 | Carlos Sainz         | Lucas Cruz          |
| X-raid Mini JCW Team | Mini John Cooper Works Buggy | 302 | Stéphane Peterhansel | Edouard Boulanger   |
| X-raid Team          | Mini John Cooper Works Rally | 309 | Orlando Terranova    | Bernardo Graue      |
| X-raid Team          | Mini John Cooper Works Rally | 317 | Vladimir Vasil'ev    | Dmytro Tsyro        |
| X-raid Team          | Mini John Cooper Works Rally | 331 | Victor Khorošavsev   | Anton Nikolaev      |
| X-raid Team          | Mini John Cooper Works Rally | 335 | Guilherme Spinelli   | Youssef Haddad      |
| Toyota Gazoo Racing  | Toyota Hilux                 | 301 | Nasser Al-Attiyah    | Matthieu Baumel     |
| Toyota Gazoo Racing  | Toyota Hilux                 | 304 | Giniel de Villiers   | Alex Haro           |
| Toyota Gazoo Racing  | Toyota Hilux                 | 332 | Henk Lategan         | Brett Cummings      |
| Overdrive Toyota     | Toyota Hilux                 | 303 | Yazeed Al-Rajhi      | Dirk von Zitzewitz  |
| Overdrive Toyota     | Toyota Hilux                 | 306 | Bernhard ten Brinke  | Tim Colsoul         |
| Overdrive Toyota     | Toyota Hilux                 | 307 | Jakub Przygoński     | Timo Gottschalk     |
| Overdrive Toyota     | Toyota Hilux                 | 313 | Erik van Loon        | Sébastien Delaunay  |
| Overdrive Toyota     | Toyota Hilux                 | 322 | Ronan Chabot         | Gilles Pillot       |
| Overdrive Toyota     | Toyota Hilux                 | 337 | Juan Yacopini        | Alejandro Yacopini  |
| Bahrain Raid Xtreme  | BRX Hunter                   | 305 | Sébastien Loeb       | Daniel Elena        |
| Bahrain Raid Xtreme  | BRX Hunter                   | 311 | Nani Roma            | Alexandre Wincocq   |
| Abu Dhabi Racing     | Peugeot 3008 DKR             | 310 | Khalid Al Qassimi    | Xavier Panseri      |
| Abu Dhabi Racing     | Peugeot 3008 DKR             | 314 | Cyril Despres        | Michael Horn        |
| Orlen Benzina Team   | Ford Raptor RS Cross Country | 312 | Martin Prokop        | Viktor Chytka       |
| Rebellion Motors     | Rebellion DXX                | 315 | Romain Dumas         | Gilles de Turckheim |
| Rebellion Motors     | Rebellion DXX                | 351 | Alexandre Pesci      | Stephan Kuhni       |
| Borgward Rally Team  | Borgward BX7 Evo             | 334 | Ricardo Porem        | Manuel Porem        |
| PH-Sport             | Peugeot 2008 DKR             | 336 | Jean Pierre Strugo   | François Borsotto   |

### SxS
| Scuderia                   | SxS                | #   | Pilota              | Copilota                 |
| -------------------------- | ------------------ | --- | ------------------- | ------------------------ |
| PH-Sport                   | PH-Sport Zephyr    | 380 | Kris Meeke          | Wouter Rosegaar          |
| PH-Sport                   | PH-Sport Zephyr    | 384 | Jean Rémy Bergounhe | Jean Brucy               |
| PH-Sport                   | PH-Sport Zephyr    | 393 | Lionel Baud         | Loïc Minaudier           |
| Red Bull Off-Road Team USA | Overdrive OT3      | 381 | Mitchell Guthrie    | Ola Fløene               |
| Red Bull Off-Road Team USA | Overdrive OT3      | 383 | Seth Quintero       | Dennis Zenz              |
| Snag Racing Team           | Can-Am Maverick X3 | 400 | Sergej Karjakin     | Anton Vlasiuk            |
| South Racing Can-Am        | Can-Am Maverick X3 | 401 | Francisco López     | Juan Pablo Latrach       |
| South Racing Can-Am        | Can-Am Maverick X3 | 416 | Kees Koolen         | Jurgen van den Goorbergh |
| South Racing Can-Am        | Can-Am Maverick X3 | 419 | Fernando Álvarez    | Antonio Gimeno           |
| South Racing Can-Am        | Can-Am Maverick X3 | 422 | Khalifa Al-Attiyah  | Paolo Ceci               |
| South Racing Can-Am        | Can-Am Maverick X3 | 442 | Lourenço Rosa       | Joaquim Dias             |
| South Racing Can-Am        | Can-Am Maverick X3 | 445 | Saeed Almouri       | Sergio Lafuente          |
| Monster Energy Can-Am      | Can-Am Maverick X3 | 404 | Reinaldo Varela     | Maykel Justo             |
| Monster Energy Can-Am      | Can-Am Maverick X3 | 405 | Gerard Farrès Güell | Armand Monleón           |
| Monster Energy Can-Am      | Can-Am Maverick X3 | 406 | Aron Domżała        | Maciej Marton            |
| Monster Energy Can-Am      | Can-Am Maverick X3 | 408 | Austin Jones        | Gustavo Gugelmin         |

### Camion
| Scuderia                 | Auto                 | #   | Pilota                 | Copilota          | Meccanico           |
| ------------------------ | -------------------- | --- | ---------------------- | ----------------- | ------------------- |
| KAMAZ-master             | Kamaz 43509          | 500 | Andrej Karginov        | Andrej Mokeev     | Igor' Leonov        |
| KAMAZ-master             | Kamaz 43509          | 501 | Anton Šibalov          | Dmitrij Nikitin   | Ivan Tatarinov      |
| KAMAZ-master             | Kamaz 43509          | 507 | Dmitrij Sotnikov       | Ruslan Achmadeev  | Il'giz Achmetzjanov |
| KAMAZ-master             | Kamaz 43509          | 509 | Ayrat Mardeev          | Dmitrij Svistunov | Akhmet Galiautdinov |
| MAZ-SPORTauto            | MAZ 6440RR           | 502 | Sjarhej Viazovič       | Pavel Harnain     | Anton Zaparoščanka  |
| MAZ-SPORTauto            | MAZ 6440RR           | 505 | Aljaksej Višneŭskij    | Maksim Novikaŭ    | Sjarhej Sačuk       |
| Big Shock Racing         | Iveco Powerstar      | 503 | Martin Macík           | František Tomášek | David Švanda        |
| Instaforex Loprais Praga | Praga V4S DKR        | 504 | Aleš Loprais           | Petr Pokora       | Khalid Alkendi      |
| Instaforex Loprais Praga | Tatra T815-2         | 520 | Jan Tománek            | Tomáš Kasparek    | Jiri Stross         |
| Mammoet Rallysport       | Renault Trucks C 460 | 506 | Martin van den Brink   | Wouter de Graaff  | Daniel Kozlovskij   |
| Mammoet Rallysport       | Volvo FMX            | 529 | Mitchell van den Brink | Rijk Mouw         | Wilfred Schuurman   |
| Hino Team Sugawara       | Hino 500             | 508 | Teruhito Sugawara      | Hirokazu Somemiya | Yuji Mochizuki      |
| Tatra Buggyra Racing     | Tatra Phoenix        | 514 | Martin Šoltys          | David Schovánek   | Tomáš Šikola        |
| Tatra Buggyra Racing     | Tatra Phoenix        | 517 | Ignacio Casale         | Álvaro Leòn       | David Hoffmann      |

## Tappe
| Tappa | Data       | Partenza        | Arrivo          | Rd               | SS               | Moto                 | Quad                | Auto                 | Prototipi leggeri  | SxS                | Camion           | Classic           |
| ----- | ---------- | --------------- | --------------- | ---------------- | ---------------- | -------------------- | ------------------- | -------------------- | ------------------ | ------------------ | ---------------- | ----------------- |
| P     | 2 gennaio  | Gedda           | Gedda           | 11               | 11               | Ricky Brabec         | Alexandre Giroud    | Nasser Al-Attiyah    | Kris Meeke         | Austin Jones       | Sjarhej Viazovič | Non disputato     |
| 1     | 3 gennaio  | Gedda           | Bisha           | 622              | 277              | Toby Price           | Alexandre Giroud    | Carlos Sainz         | Cristina Gutiérrez | Aron Domżała       | Dmitrij Sotnikov | Marc Douton       |
| 2     | 4 gennaio  | Bisha           | Wadi al-Dawasir | 685              | 457              | Joan Barreda         | Pablo Copetti       | Nasser Al-Attiyah    | Saleh Al-Saif      | Saleh Al-Saif      | Dmitrij Sotnikov | Marc Douton       |
| 3     | 5 gennaio  | Wadi al-Dawasir | Wadi al-Dawasir | 630              | 403              | Toby Price           | Nicolás Cavigliasso | Nasser Al-Attiyah    | Francisco López    | Francisco López    | Sjarhej Viazovič | Marc Douton       |
| 4     | 6 gennaio  | Wadi al-Dawasir | Riad            | 813              | 337              | Joan Barreda         | Manuel Andújar      | Nasser Al-Attiyah    | Aron Domżała       | Aron Domżała       | Dmitrij Sotnikov | Marc Douton       |
| 5     | 7 gennaio  | Riad            | Burayda         | 625              | 419              | Kevin Benavides      | Nicolás Cavigliasso | Giniel de Villiers   | Francisco López    | Francisco López    | Richard de Groot | Marc Douton       |
| 6     | 8 gennaio  | Burayda         | Ha'il           | 655              | 485              | Joan Barreda         | Alexandre Giroud    | Carlos Sainz         | Seth Quintero      | Khalifa Al-Attiyah | Ayrat Mardeev    | Ondřej Klymčiw    |
|       | 9 gennaio  | Ha'il           | Ha'il           | Giorno di riposo | Giorno di riposo | Giorno di riposo     | Giorno di riposo    | Giorno di riposo     | Giorno di riposo   | Giorno di riposo   | Giorno di riposo | Giorno di riposo  |
| 7     | 10 gennaio | Ha'il           | Sakaka          | 737              | 471              | Ricky Brabec         | Manuel Andújar      | Yazeed Al-Rajhi      | Francisco López    | Francisco López    | Dmitrij Sotnikov | Marc Douton       |
| 8     | 11 gennaio | Sakaka          | Neom            | 709              | 375              | José Ignacio Cornejo | Alexandre Giroud    | Nasser Al-Attiyah    | Francisco López    | Francisco López    | Anton Šibalov    | Kilian Revuelta   |
| 9     | 12 gennaio | Neom            | Neom            | 579              | 465              | Kevin Benavides      | Giovanni Enrico     | Stéphane Peterhansel | Francisco López    | Francisco López    | Martin Macík     | Kilian Revuelta   |
| 10    | 13 gennaio | Neom            | Al-'Ula         | 583              | 342              | Ricky Brabec         | Pablo Copetti       | Yazeed Al-Rajhi      | Sergej Karjakin    | Sergej Karjakin    | Martin Macík     | Lilian Harichoury |
| 11    | 14 gennaio | Al-'Ula         | Yanbu           | 557              | 511              | Sam Sunderland       | Giovanni Enrico     | Nasser Al-Attiyah    | Seth Quintero      | Francisco López    | Anton Šibalov    | Stephan Lamarre   |
| 12    | 15 gennaio | Yanbu           | Gedda           | 452              | 225              | Ricky Brabec         | Pablo Copetti       | Carlos Sainz         | Kris Meeke         | Reinaldo Varela    | Martin Macík     | Antonio Gutiérrez |

## Classifiche

### Moto
| Pos. | Pilota            | Moto                  | Scuderia                                 | Tempo     |
| ---- | ----------------- | --------------------- | ---------------------------------------- | --------- |
| 1    | Kevin Benavides   | Honda CRF450 Rally    | Monster Energy Honda Team 2021           | 47:18:14  |
| 2    | Ricky Brabec      | Honda CRF450 Rally    | Monster Energy Honda Team 2021           | +00:04:56 |
| 3    | Sam Sunderland    | KTM 450 Rally Replica | Red Bull KTM Factory Team                | +00:15:57 |
| 4    | Daniel Sanders    | KTM 450 Rally Replica | KTM Factory Team                         | +00:38:52 |
| 5    | Skyler Howes      | KTM 450 Rally Replica | BAS Dakar KTM Racing Team                | +00:52:33 |
| 6    | Lorenzo Santolino | Sherco 450 RTR        | Sherco Factory                           | +00:58:30 |
| 7    | Pablo Quintanilla | Husqvarna FR450 Rally | Rockstar Energy Husqvarna Factory Racing | +01:26:39 |
| 8    | Štefan Svitko     | KTM 450 Rally Replica | Slovnaft Rally Team                      | +01:43:07 |
| 9    | Matthias Walkner  | KTM 450 Rally Replica | Red Bull KTM Factory Team                | +02:32:12 |
| 10   | Martin Michek     | KTM 450 Rally Replica | Orion - Moto Racing Group                | +02:42:37 |

### Quad
| Pos. | Pilota            | Quad                     | Scuderia                  | Tempo     |
| ---- | ----------------- | ------------------------ | ------------------------- | --------- |
| 1    | Manuel Andújar    | Yamaha Raptor 700        | 7240 Team                 | 60:28:29  |
| 2    | Giovanni Enrico   | Yamaha Raptor 700        | Enrico Racing Team        | +00:33:44 |
| 3    | Pablo Copetti     | Yamaha Raptor 700        | MX Devesa by Berta        | +03:00:58 |
| 4    | Kamil Wiśniewski  | Yamaha Raptor 700        | Orlen Team                | +06:50:05 |
| 5    | Tomáš Kubiena     | Yamaha Raptor 700        | STORY Racing              | +07:11:45 |
| 6    | Romain Dutu       | Yamaha Raptor 700        | SMX Racing                | +09:17:11 |
| 7    | Laisvydas Kancius | Yamaha Raptor 700        | STORY Racing              | +12:43:05 |
| 8    | Tobías Carrizo    | Yamaha Raptor 700        | M.E.D. Racing Team        | +18:23:34 |
| 9    | Toni Vingut       | Yamaha Raptor 700        | Visit Sant Antoni - Ibiza | +23:26:10 |
| 10   | Suany Martinez    | Can-Am Renegade X xc 850 | Team Can-Am Martinez      | +28:46:25 |

### Auto
| Pos. | Pilota               | Auto                         | Scuderia             | Tempo     |
| ---- | -------------------- | ---------------------------- | -------------------- | --------- |
| 1    | Stéphane Peterhansel | Mini John Cooper Works Buggy | X-raid Mini JCW Team | 44:28:11  |
| 2    | Nasser Al-Attiyah    | Toyota Hilux                 | Toyota Gazoo Racing  | +00:13:51 |
| 3    | Carlos Sainz         | Mini John Cooper Works Buggy | X-raid Mini JCW Team | +01:00:57 |
| 4    | Jakub Przygoński     | Toyota Hilux                 | Orlen Team/Overdrive | +02:35:03 |
| 5    | Nani Roma            | BRX Hunter                   | Bahrain Raid Xtreme  | +03:21:48 |
| 6    | Vladimir Vasil'ev    | Mini John Cooper Works Rally | X-raid Team          | +03:29:38 |
| 7    | Khalid Al Qassimi    | Peugeot 3008 DKR             | Abu Dhabi Racing     | +03:33:31 |
| 8    | Giniel de Villiers   | Toyota Hilux                 | Toyota Gazoo Racing  | +03:57:39 |
| 9    | Martin Prokop        | Ford Raptor RS Cross Country | Orlen Benzina Team   | +04:09:21 |
| 10   | Cyril Despres        | Peugeot 3008 DKR             | Abu Dhabi Racing     | +04:51:09 |

### Prototipi leggeri
| Pos. | Pilota              | SxS                | Scuderia                | Tempo     |
| ---- | ------------------- | ------------------ | ----------------------- | --------- |
| 1    | Francisco López     | Can-Am Maverick X3 | South Racing Can-Am     | 53:41:02  |
| 2    | Austin Jones        | Can-Am Maverick X3 | Monster Energy Can-Am   | +00:17:23 |
| 3    | Aron Domżała        | Can-Am Maverick X3 | Monster Energy Can-Am   | +00:51:53 |
| 4    | Michał Goczał       | Can-Am Maverick X3 | Energylandia Rally Team | +01:13:58 |
| 5    | Reinaldo Varela     | Can-Am Maverick X3 | Monster Energy Can-Am   | +01:27:05 |
| 6    | Kees Koolen         | Can-Am Maverick X3 | South Racing Can-Am     | +03:50:47 |
| 7    | José Antonio Hinojo | Can-Am Maverick X3 | Hibor Raid              | +03:58:24 |
| 8    | Marek Goczał        | Can-Am Maverick X3 | Energylandia Rally Team | +04:41:09 |
| 9    | Khalifa Al-Attiyah  | Can-Am Maverick X3 | South Racing Can-Am     | +04:42:18 |
| 10   | Éric Abel           | Can-Am Maverick X3 | BBR/Mercier             | +05:43:55 |

### SxS
| Pos. | Pilota              | SxS                | Scuderia                | Tempo     |
| ---- | ------------------- | ------------------ | ----------------------- | --------- |
| 1    | Francisco López     | Can-Am Maverick X3 | South Racing Can-Am     | 53:41:02  |
| 2    | Austin Jones        | Can-Am Maverick X3 | Monster Energy Can-Am   | +00:17:23 |
| 3    | Aron Domżała        | Can-Am Maverick X3 | Monster Energy Can-Am   | +00:51:53 |
| 4    | Michał Goczał       | Can-Am Maverick X3 | Energylandia Rally Team | +01:13:58 |
| 5    | Reinaldo Varela     | Can-Am Maverick X3 | Monster Energy Can-Am   | +01:27:05 |
| 6    | Kees Koolen         | Can-Am Maverick X3 | South Racing Can-Am     | +03:50:47 |
| 7    | José Antonio Hinojo | Can-Am Maverick X3 | Hibor Raid              | +03:58:24 |
| 8    | Marek Goczał        | Can-Am Maverick X3 | Energylandia Rally Team | +04:41:09 |
| 9    | Khalifa Al-Attiyah  | Can-Am Maverick X3 | South Racing Can-Am     | +04:42:18 |
| 10   | Éric Abel           | Can-Am Maverick X3 | BBR/Mercier             | +05:43:55 |

### Camion
| Pos. | Pilota               | Camion               | Scuderia                 | Tempo     |
| ---- | -------------------- | -------------------- | ------------------------ | --------- |
| 1    | Dmitrij Sotnikov     | Kamaz 43509          | Kamaz - Master           | 48:23:21  |
| 2    | Anton Šibalov        | Kamaz 43509          | Kamaz - Master           | +00:39:38 |
| 3    | Ayrat Mardeev        | Kamaz 43509          | Kamaz - Master           | +01:14:35 |
| 4    | Martin Macík         | Iveco Powerstar      | Big Shock Racing         | +01:45:51 |
| 5    | Aleš Loprais         | Praga V4S DKR        | Instaforex Loprais Praga | +02:00:31 |
| 6    | Aljaksej Višneŭskij  | MAZ 6440RR           | MAZ-SPORTauto            | +02:16:32 |
| 7    | Andrej Karginov      | Kamaz 43509          | Kamaz - Master           | +02:49:01 |
| 8    | Martin van den Brink | Renault Trucks C 460 | Mammoet Rallysport       | +04:23:21 |
| 9    | Ignacio Casale       | Tatra Phoenix        | Tatra Buggyra Racing     | +05:27:50 |
| 10   | Martin Šoltys        | Tatra Phoenix        | Tatra Buggyra Racing     | +05:33:32 |

### Dakar Classic
| Pos. | Pilota             | Vettura                | Scuderia           | Punti |
| ---- | ------------------ | ---------------------- | ------------------ | ----- |
| 1    | Marc Douton        | Sunhill Buggy          | Team Sunhill       | 961   |
| 2    | Juan Donatiu       | Mitsubishi Montero     | Doria Racing       | 2650  |
| 3    | Lilian Harichoury  | Renault Trucks 420 dCi | Team Boucou        | 5205  |
| 4    | Kilian Revuelta    | Toyota Land Cruiser    | Naturhouse         | 5838  |
| 5    | Frédéric Verdaguer | Sunhill Buggy          | Team Sunhill       | 8775  |
| 6    | Maxime Lacarrau    | Toyota Land Cruiser    | Team SSP           | 9327  |
| 7    | Luciano Carcheri   | Nissan Patrol          | Luciano Carcheri   | 11285 |
| 8    | Miquel Ángel Boet  | Unimog 421             | Clàssic Competició | 12619 |
| 9    | Benoit Callewaert  | Volkswagen Baja        | Racing Wings       | 16189 |
| 10   | Antonio Gutiérrez  | Mercedes-Benz G320     | Rumbo Zero         | 16215 |

## Incidenti
Il 10 gennaio 2021, nel corso della settima tappa della competizione, Pierre Cherpin, motociclista dilettante francese che partecipava alla corsa in sella ad una Husqvarna, è caduto al chilometro 178, riportando un grave trauma cranico. Soccorso quasi immediatamente, è stato inizialmente portato nell'ospedale di Sakaka per poi essere trasferito a Gedda. Dopo essere stato sottoposto ad un delicato intervento alla testa, il 15 gennaio è stato trasferito in Francia, ma è spirato sull'aereo medico nel corso del trasporto.